# Маврикій (мученик)
Святий Маврикій (лат. Mauritius; нім. Moritz; близько 250 року, Фіви — 290) — римський легіонер, очільник Фіванського легіону, ранньохристиянський мученик. День пам'яті за католицьким календарем — 22 вересня.

## Життєпис
Згідно з агіографічними даними народився близько 250 року в місті Фівах (Верхній Єгипет).

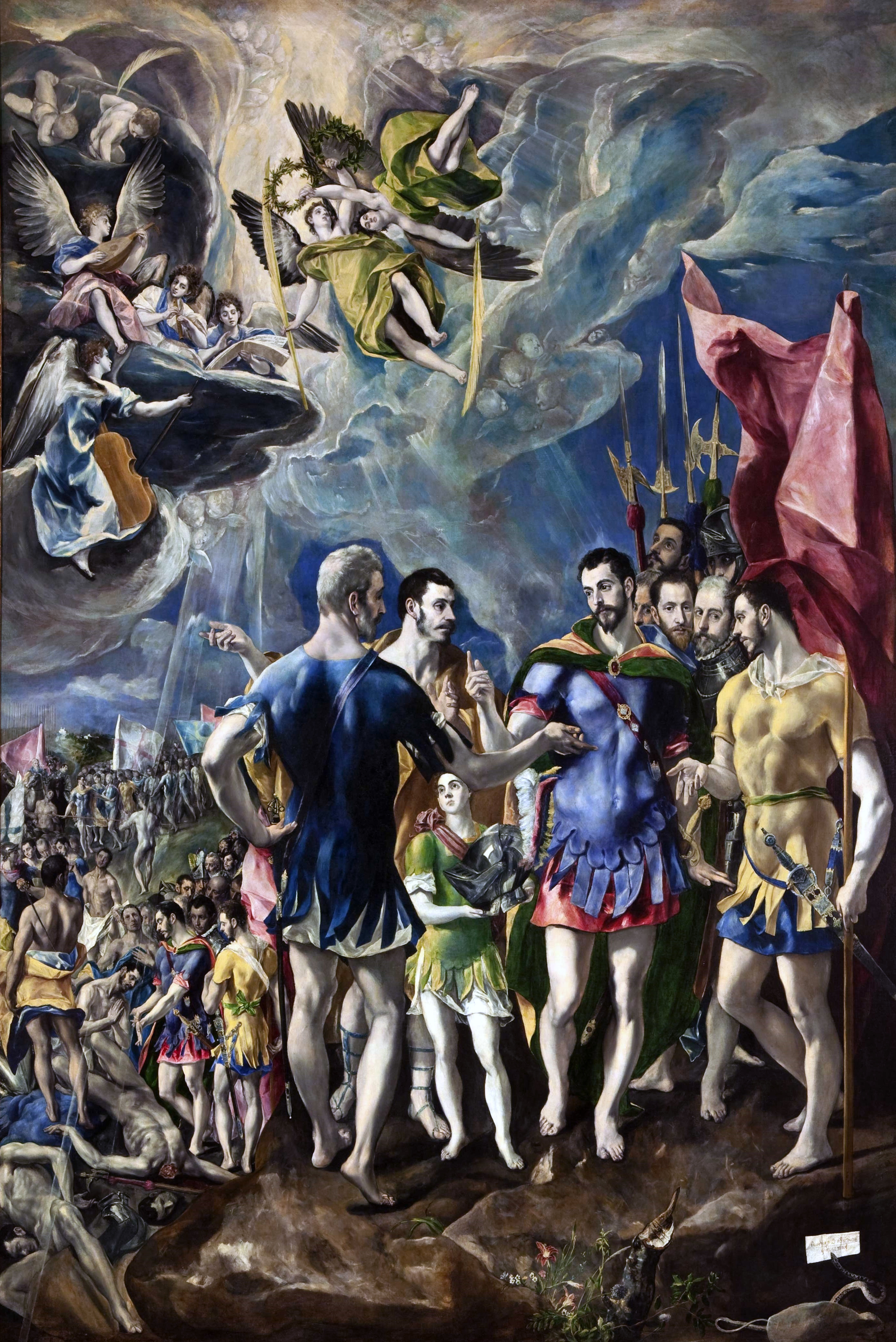
«Легенда про св. Маврикія», Ель Греко

Маврикій, за переказами, був предводителем Фіванського легіону, що повністю складався з християн, який був направлений з Фів у Галлію в допомогу Максиміану. Після відмови взяти участь у покаранні одновірців з числа місцевого населення легіон був покараний. Після повторної відмови був покараний знову, а 6600 солдатів страчені за наказом Максиміана. Місце страти в Швейцарії, відоме раніше як Агаунум, зараз називається Сен-Моріс д'Агон в кантоні Вале, в якому знаходиться однойменне абатство. Причислений в IV столітті церквою до лику святих.

## Легенди
Перша згадка про святого Маврикія зустрічається в рукописі VI–VII століть. Святий Евхерій, який був з 428 по 450 рік єпископом у Ліоні, згадав його у своєму посланні. Він посилався на розповіді вартових, які в свою чергу почули цю історію від єпископа з Женеви. Довгий час ця історія вважалася історичним фактом, однак починаючи з часів Реформації стала вважатися суперечливою.
За середньовічною легендою Маврикій був одним із власників Списа Долі.

## Вшанування
- Зустрічається у якості святого покровителя на монетах архієписковства Магдебурзького (Моріцпфеніг), Феррари (у італійському форматі «San Maurelius»), Люцерна (зазвичай разом із Святим Людгером), Савої[1].
- На честь святого Маврикій названий астероїд 745 Мавритія, відкритий у 1913 році.